# Грешам Парк (Џорџија)
Грешам Парк (енгл. Gresham Park) насељено је место без административног статуса у америчкој савезној држави Џорџија.

## Демографија
По попису из 2010. године број становника је 7.432, што је 1.783 (-19,3%) становника мање него 2000. године.
| Група             | 2000.         | 2010.         |
| Белци             | 271 (2,9%)    | 599 (8,1%)    |
| Афроамериканци    | 8.807 (95,6%) | 6.613 (89,0%) |
| Азијати           | 2 (0,0%)      | 24 (0,3%)     |
| Хиспаноамериканци | 78 (0,8%)     | 111 (1,5%)    |
| Укупно            | 9.215         | 7.432         |